# Hugh Simon
Hugh Simon je britanski filmski i TV glumac, koji je najpoznatiji po utjelovljenju Malcoma Wynn-Jonesa u britanskoj seriji Obavještajci.

## Karijera

### TV
- Shackleton
- Attachments
- Cold Feet
- North Square
- Big Bad World
- Obavještajci

### Film
- Possession

## Vanjske poveznice
- Profil na stranici serije Obavještajci.